# Río Chiers
El río Chiers (en luxemburgués Kuer, también llamado Korn o Kor; en valón se denomina Tchiere) es un río de Luxemburgo, Bélgica (su extremo sudoriental) y Francia.
Es afluente del Mosa por la derecha. Nace en Oberkorn, en Differdange (Luxemburgo) y desemboca en el río Mosa tras un curso de 144 kilómetros (12 en Luxemburgo, 2 en Bélgica y 130 en Francia). Pasa por los departamentos franceses de Meurthe y Mosela, Mosa y Ardenas.
Su cuenca abarca 2222 km². Las principales ciudades que atraviesa son Longwy y Montmédy, ambas en Francia. Forma brevemente parte de la frontera francobelga.